# Флоренсвілль-Брістоль
Флоренсвілль-Брістоль (англ. Florenceville-Bristol) — містечко в Канаді, у провінції Нью-Брансвік, у складі графства Карлтон.

## Населення
За даними перепису 2016 року, містечко нараховувало 1604 особи, показавши скорочення на 2,1%, порівняно з 2011-м роком. Середня густина населення становила 102,7 осіб/км².
З офіційних мов обидвома одночасно володіли 235 жителів, тільки англійською — 1 370. Усього 90 осіб вважали рідною мовою не одну з офіційних.
Працездатне населення становило 62,8% усього населення, рівень безробіття — 8,5% (11,6% серед чоловіків та 2,9% серед жінок). 87,8% осіб були найманими працівниками, а 11% — самозайнятими.
Середній дохід на особу становив $40 699 (медіана $31 936), при цьому для чоловіків — $48 738, а для жінок $32 699 (медіани — $39 296 та $25 472 відповідно).
28,7% мешканців мали закінчену шкільну освіту, не мали закінченої шкільної освіти — 16,1%, 55,2% мали післяшкільну освіту, з яких 50% мали диплом бакалавра, або вищий, 15 осіб мали вчений ступінь.
| Статево-вікова структура населення | Статево-вікова структура населення | Статево-вікова структура населення | Статево-вікова структура населення | Статево-вікова структура населення |
| ---------------------------------- | ---------------------------------- | ---------------------------------- | ---------------------------------- | ---------------------------------- |
|                                    |                                    |                                    |                                    |                                    |
| Всього                             | Всього                             | 48,8%51,2%                         |                                    |                                    |
| 0 — 14 років                       | 0 — 14 років                       |                                    | 16,9%                              | 16,9%                              |
| 15 — 64 років                      | 15 — 64 років                      |                                    | 64,1%                              | 64,1%                              |
| 65 і більше                        | 65 і більше                        |                                    | 19,1%                              | 19,1%                              |
| 85 і більше                        | 85 і більше                        |                                    | 3,1%                               | 3,1%                               |
| Середній вік (років)               | Середній вік (років)               | 40,843,3                           | 42,1                               | 42,1                               |
| Медіана (років)                    | Медіана (років)                    | 42,544,8                           | 43,6                               | 43,6                               |
| — чоловіки — жінки                 |                                    |                                    |                                    |                                    |

| Походження мешканців:     | Походження мешканців:     | Походження мешканців: | Походження мешканців: | Походження мешканців: |
| ------------------------- | ------------------------- | --------------------- | --------------------- | --------------------- |
| Походження                |                           |                       | осіб                  | %                     |
| Корінні американці        | Корінні американці        |                       | 15                    | 0.93%                 |
| Інше північноамериканське | Інше північноамериканське |                       | 875                   | 54.52%                |
| Європейське               | Європейське               |                       | 910                   | 56.7%                 |
| британське                | британське                |                       | 790                   | 49.22%                |
| французьке                | французьке                |                       | 190                   | 11.84%                |
| Латинськоамериканське     | Латинськоамериканське     |                       | 30                    | 1.87%                 |
| Карибське                 | Карибське                 |                       | 15                    | 0.93%                 |
| Африканське               | Африканське               |                       | 10                    | 0.62%                 |
| Азійське                  | Азійське                  |                       | 75                    | 4.67%                 |

| Зайнятість населення за галузями (за класифікацією NOC): | Зайнятість населення за галузями (за класифікацією NOC): | Зайнятість населення за галузями (за класифікацією NOC): | Зайнятість населення за галузями (за класифікацією NOC): | Зайнятість населення за галузями (за класифікацією NOC): |
| -------------------------------------------------------- | -------------------------------------------------------- | -------------------------------------------------------- | -------------------------------------------------------- | -------------------------------------------------------- |
|                                                          |                                                          |                                                          |                                                          |                                                          |
| Управління                                               | Управління                                               |                                                          | 13,6%                                                    | 13,6%                                                    |
| Бізнес, фінанси та адміністрування                       | Бізнес, фінанси та адміністрування                       |                                                          | 14,2%                                                    | 14,2%                                                    |
| Природничі та прикладні науки                            | Природничі та прикладні науки                            |                                                          | 8,6%                                                     | 8,6%                                                     |
| Охорона здоров'я                                         | Охорона здоров'я                                         |                                                          | 6,8%                                                     | 6,8%                                                     |
| Освіта, правозахист, муніципальні та урядові служби      | Освіта, правозахист, муніципальні та урядові служби      |                                                          | 13%                                                      | 13%                                                      |
| Мистецтво, культура, відпочинок та спорт                 | Мистецтво, культура, відпочинок та спорт                 |                                                          | 2,5%                                                     | 2,5%                                                     |
| Роздрібна торгівля та послуги                            | Роздрібна торгівля та послуги                            |                                                          | 14,2%                                                    | 14,2%                                                    |
| Гуртова торгівля, транспорт та обладнання                | Гуртова торгівля, транспорт та обладнання                |                                                          | 14,8%                                                    | 14,8%                                                    |
| Природні ресурси, сільське господарство                  | Природні ресурси, сільське господарство                  |                                                          | 5,6%                                                     | 5,6%                                                     |
| Виробництво                                              | Виробництво                                              |                                                          | 8%                                                       | 8%                                                       |

## Клімат
Середня річна температура становить 4,4°C, середня максимальна – 23,3°C, а середня мінімальна – -19°C. Середня річна кількість опадів – 1 047 мм.
| Клімат поселення                              | Клімат поселення | Клімат поселення | Клімат поселення | Клімат поселення | Клімат поселення | Клімат поселення | Клімат поселення | Клімат поселення | Клімат поселення | Клімат поселення | Клімат поселення | Клімат поселення | Клімат поселення |
| Показник                                      | Січ.             | Лют.             | Бер.             | Квіт.            | Трав.            | Черв.            | Лип.             | Серп.            | Вер.             | Жовт.            | Лист.            | Груд.            |                  |
| Середній максимум, °C                         | −5,21            | −3,88            | 2,53             | 10,33            | 17,73            | 22,88            | 23,30            | 22,29            | 17,16            | 10,98            | 4,64             | −3,66            |                  |
| Середня температура, °C                       | −12,1            | −10,77           | −4,36            | 3,44             | 10,84            | 15,99            | 19,07            | 18,06            | 12,94            | 6,76             | 0,40             | −7,9             |                  |
| Середній мінімум, °C                          | −18,99           | −17,66           | −11,24           | −3,45            | 3,95             | 9,10             | 14,82            | 13,83            | 8,71             | 2,51             | −3,82            | −12,13           |                  |
| Норма опадів, мм                              | 87               | 61               | 74               | 76               | 92               | 87               | 103              | 98               | 95               | 88               | 96               | 90               |                  |
| Середньомісячна швидкість вітру, м/с          | 3.67             | 3.74             | 3.97             | 3.83             | 3.60             | 3.21             | 2.91             | 2.81             | 3.10             | 3.43             | 3.61             | 3.64             |                  |
| Середньомісячна сонячна радіація, кДж/м²·день | 5118             | 8336             | 12168            | 15688            | 18466            | 20331            | 19771            | 17524            | 12971            | 8052             | 4785             | 3925             |                  |
| --------------------------------------------- | ---------------- | ---------------- | ---------------- | ---------------- | ---------------- | ---------------- | ---------------- | ---------------- | ---------------- | ---------------- | ---------------- | ---------------- | ---------------- |
| Джерело:                                      |                  |                  |                  |                  |                  |                  |                  |                  |                  |                  |                  |                  |                  |